# Thorectes chersinus
Thorectes chersinus är en skalbaggsart som beskrevs av Delabie 1954. Thorectes chersinus ingår i släktet Thorectes och familjen tordyvlar. Inga underarter finns listade i Catalogue of Life.